# Xyris gerrardii
Xyris gerrardii är en gräsväxtart som beskrevs av Nicholas Edward Brown. Xyris gerrardii ingår i släktet Xyris och familjen Xyridaceae. Inga underarter finns listade i Catalogue of Life.